# Cirrhochrista
Cirrhochrista is een geslacht van vlinders uit de familie van de grasmotten (Crambidae), uit de onderfamilie van de Spilomelinae. De wetenschappelijke naam van dit geslacht is voor het eerst voorgesteld door Julius Lederer in een publicatie uit 1863.

## Soorten
- Cirrhochrista annulifera Hampson, 1919
- Cirrhochrista arcusalis (Walker, 1859)
- Cirrhochrista argentiplaga Warren, 1897
- Cirrhochrista aurantialis Hampson, 1919
- Cirrhochrista biangularis Seizmair, 2023
- Cirrhochrista bracteolalis Hampson, 1891
- Cirrhochrista brizoalis (Walker, 1859)
- Cirrhochrista caconalis Swinhoe, 1900
- Cirrhochrista chionosticha Meyrick, 1936
- Cirrhochrista cyclophora Lower, 1903
- Cirrhochrista cydippealis (Walker, 1859)
- Cirrhochrista cygnalis Pagenstecher, 1907
- Cirrhochrista diploschalis Hampson, 1919
- Cirrhochrista disparalis (Walker, 1866)
- Cirrhochrista etiennei (Viette, 1976)
- Cirrhochrista excavata Gaede, 1916
- Cirrhochrista fumipalpis C. Felder, R. Felder & Rogenhofer, 1875
- Cirrhochrista fuscusa Chen, Song & Wu, 2006
- Cirrhochrista grabczewskyi E. Hering, 1903
- Cirrhochrista griveaudalis Viette, 1961
- Cirrhochrista kosemponialis Strand, 1918
- Cirrhochrista metisalis Viette, 1961
- Cirrhochrista minuta Swinhoe, 1902
- Cirrhochrista mnesidora (Meyrick, 1894)
- Cirrhochrista muelleralis Legrand, 1957
- Cirrhochrista nivea (Joannis, 1932)
- Cirrhochrista oxylalis Viette, 1961
- Cirrhochrista perbrunnealis Fletcher, 1910
- Cirrhochrista poecilocygnalis Strand, 1915
- Cirrhochrista primulina Hampson, 1919
- Cirrhochrista pulchellalis Lederer, 1863
- Cirrhochrista punctulata Hampson, 1896
- Cirrhochrista quinquemaculalis Strand, 1915
- Cirrhochrista saltusalis Schaus, 1893
- Cirrhochrista semibrunnea Hampson, 1896
- Cirrhochrista seminivea (Seizmair, 2021)
- Cirrhochrista spinuella Chen, Song & Wu, 2006
- Cirrhochrista spissalis (Guenée, 1854)
- Cirrhochrista tridentalis Li & Yang, 2023
- Cirrhochrista trilinealis Pagenstecher, 1900
- Cirrhochrista xanthographis Hampson, 1919